# Jan Rustecki

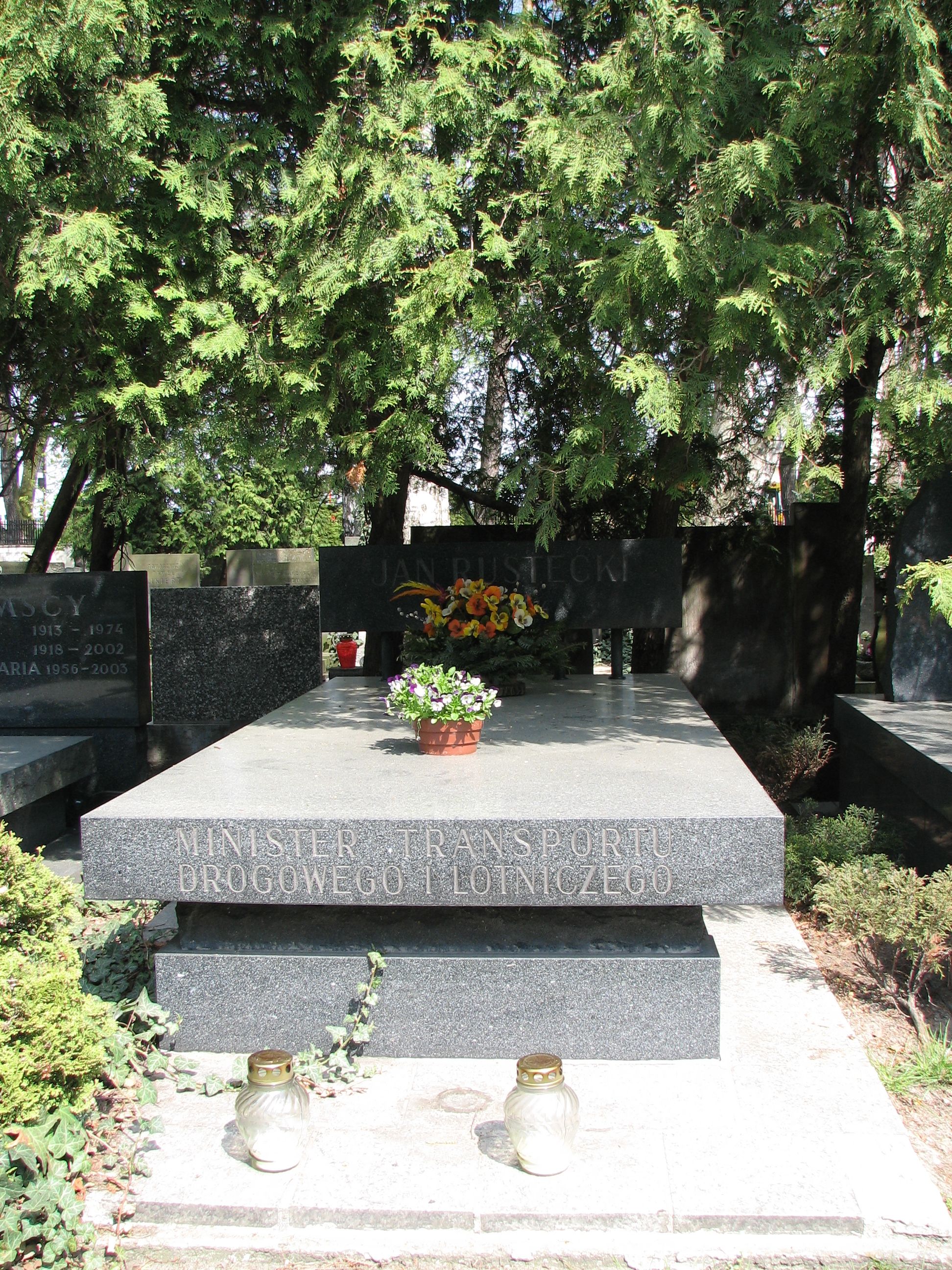
Grób Jana Rusteckiego

Jan Rustecki (ur. 21 czerwca 1903 w Warszawie, zm. 3 sierpnia 1974 tamże) – polski ślusarz, tokarz i polityk, poseł do Krajowej Rady Narodowej, na Sejm Ustawodawczy oraz na Sejm PRL I kadencji, w latach 1951–1957 minister transportu drogowego i lotniczego.

## Życiorys
Syn Władysława i Józefy, Ukończył 5 klas szkoły powszechnej, od 1919 uczył się w Warszawie jako ślusarz w zakładach produkujących kasy pancerne. W czasie wojny polsko-bolszewickiej służył ochotniczo w Wojsku Polskim w 9 pułku piechoty. Po demobilizacji powrócił do pracy i do 1923 odbywał praktykę zawodową. Jednocześnie ukończył 3-letni kursy dla pracowników przemysłu metalowego Towarzystwa Kursów Zawodowych. Później pracował dorywczo. Próbował nieleglnie przedostać się do Związku Radzieckiego, został odstawiony przez radziecki patrol do Polski, został skazany na 4 tygodnie aresztu. Od maja 1924 pracował w fabryce zbrojeniowej „Pocisk” w Warszawie. Od października 1924 odbywał służbę wojskową w 1 Dywizjonie Samochodowym w Warszawie. Wówczas nawiązał pierwsze kontakty z komunistami i został członkiem Komunistycznej Partii Polski, prowadząc w wojsku agitację wśród żołnierzy. Aresztowany 13 września 1925, do 8 lutego 1926 przebywał w areszcie śledczym. W maju 1926 ukończył służbę wojskową. 26 marca 1927 skazany przez Sąd Okręgowy na rok więzienia z zaliczeniem poprzedniego aresztu, zwolniony 29 października 1927. 1928–1936 pracował w warsztacie ślusarskim B. Lissa przy ul. Długiej. W 1930 był sekretarzem Komitetu Dzielnicowego KPP Praga, a w 1931 komendantem samoobrony partyjnej tej dzielnicy. W okresie 1936–1938 pracował w fabryce rowerów B. Wahren przy ul. Leszczyńskiej, a następnie do 1944 w fabryce maszyn elektrycznych Polskie Towarzystwo Elektryczne przy ul. Terespolskiej.
Podczas okupacji niemieckiej należał w 1941 do Związku Walki Wyzwoleńczej, od końca 1942 do Polskiej Partii Robotniczej, a później do Polskiej Zjednoczonej Partii Robotniczej. Od 16 września 1944 był sekretarzem Rady Związków Zawodowych w Pradze, w latach 1945–1949 jej przewodniczącym. Od 1944 do 1948 członek Egzekutywy Komitetu Warszawskiego PPR, w okresie 1950–1951 sekretarz komitetu wojewódzkiego PZPR we Wrocławiu.
Pełnił mandat poselski do Krajowej Rady Narodowej, na Sejm Ustawodawczy oraz na Sejm PRL I kadencji. Od 14 marca 1951 do 27 lutego 1957 był ministrem transportu drogowego i lotniczego, następnie do października 1965 był podsekretarzem stanu w Ministerstwie Komunikacji.
Pochowany na Powązkach (kwatera C2-tuje-7). Był odznaczony Orderem Sztandaru Pracy I i II klasy oraz Krzyżem Komandorskim z Gwiazdą i Krzyżem Kawalerskim Orderu Odrodzenia Polski.